# Maurina Esprit-Maduro
Maurina M.M. Esprit-Maduro was een Curaçaos politica. Zij was van 24 maart 2017 tot 29 mei 2017 minister van Onderwijs, Wetenschap, Cultuur en Sport in het interim-kabinet Pisas.
De benoeming van Esprit-Maduro vond plaats op voordracht van Gassan Dannawi, een onafhankelijk lid van de Staten van Curaçao. Dannawi was op 17 februari 2017 bij de MAN opgestapt en had zich als nummer 12 aangesloten bij het Blok van 12, dat geleid door MFK-voorman Gerrit Schotte de meerderheid in de Staten van Curaçao vertegenwoordigde.
Esprit-Maduro, die sedert 1977 werkzaam was in het Curaçaos onderwijs, trad aan als partijloze minister. Op sportgebied was zij niet onbekend; bestuurlijk noch als atleet. In 1971, 1972 en 1973 won zij op de Koninkrijksspelen goud op de 100 meter dameshardlopen.
Esprit-Maduro werd opgevolgd door Marilyn Alcalá-Wallé.